# Lorenzo Ghielmi
Lorenzo Ghielmi je italský varhaník a cembalista.
V letech 1992 až 1994 nastudoval a provedl kompletní varhanní dílo Johanna Sebastiana Bacha, spolupracoval se souborem Il Giardino Armonico. Působí jako profesor na vysokých hudebních školách v Miláně a Lübecku.